# EGO G002.14+0.01
Désignations
EGO G002.14+0.01 est un objet céleste dont la nature est incertaine, se situant au centre de la Voie lactée. Il a été identifié pour la première fois par le télescope spatial Spitzer lors du Galactic Legacy Infrared Mid-Plane Survey Extraordinaire et il sera classé comme un objet vert étendu (EGO). Le nom objet vert étendu vient du fait que EGO G002.14+0.01 est une source infrarouge verdâtre qui s'étend sur une zone de 0.6 arc minute,.

## ObjetEGO G002.14+0.01
Les scientifiques pensent que les objets EGO sont des étoiles jeunes très massives nommées massive young stellar objects (MYSO). Au vu de l'étrangeté de ces objets, les scientifiques ont pointé le radiotélescope Mopra pour étudier les objets EGO. Ils ont calibré le Mopra-22 dans une fréquence de 95 GHz pour étudier les objets EGO du centre galactique. Les résultats de l'étude montrent que les objets EGO émettent des ondes radio dans des fréquences entre 85 et 100 GHz. L'équipe en charge de Mopra-22 détectera plusieurs pics dans la fréquence de EGO G002.14+0.01 ; selon les chercheurs, il s'agirait de vent stellaire très puissant, c'est à ce moment que les chercheurs ont émis la possibilité que les objets soient des étoiles de Wolf-Rayet très massives. Dans le cas des objets comme EGO G002.14+0.01, la masse serait comprise entre M ⩾ 20 M☉ et M ⩾ 8 M☉. Dans le cas de EGO G002.14+0.01, l'objet est accompagné d'une source en proche infrarouge, une source radio associée à du méthane ainsi que deux région HII. Toutes ces sources entourent EGO G002.14+0.01 ce qui fait que la possibilité que EGO G002.14+0.01 soit une étoile massive de Wolf-Rayet est sûrement la bonne hypothèse ou du moins la plus probable,. La luminosité infrarouge des objets EGO serait de 103 L⊙.

## Images infrarouge de EGO G002.14+0.01

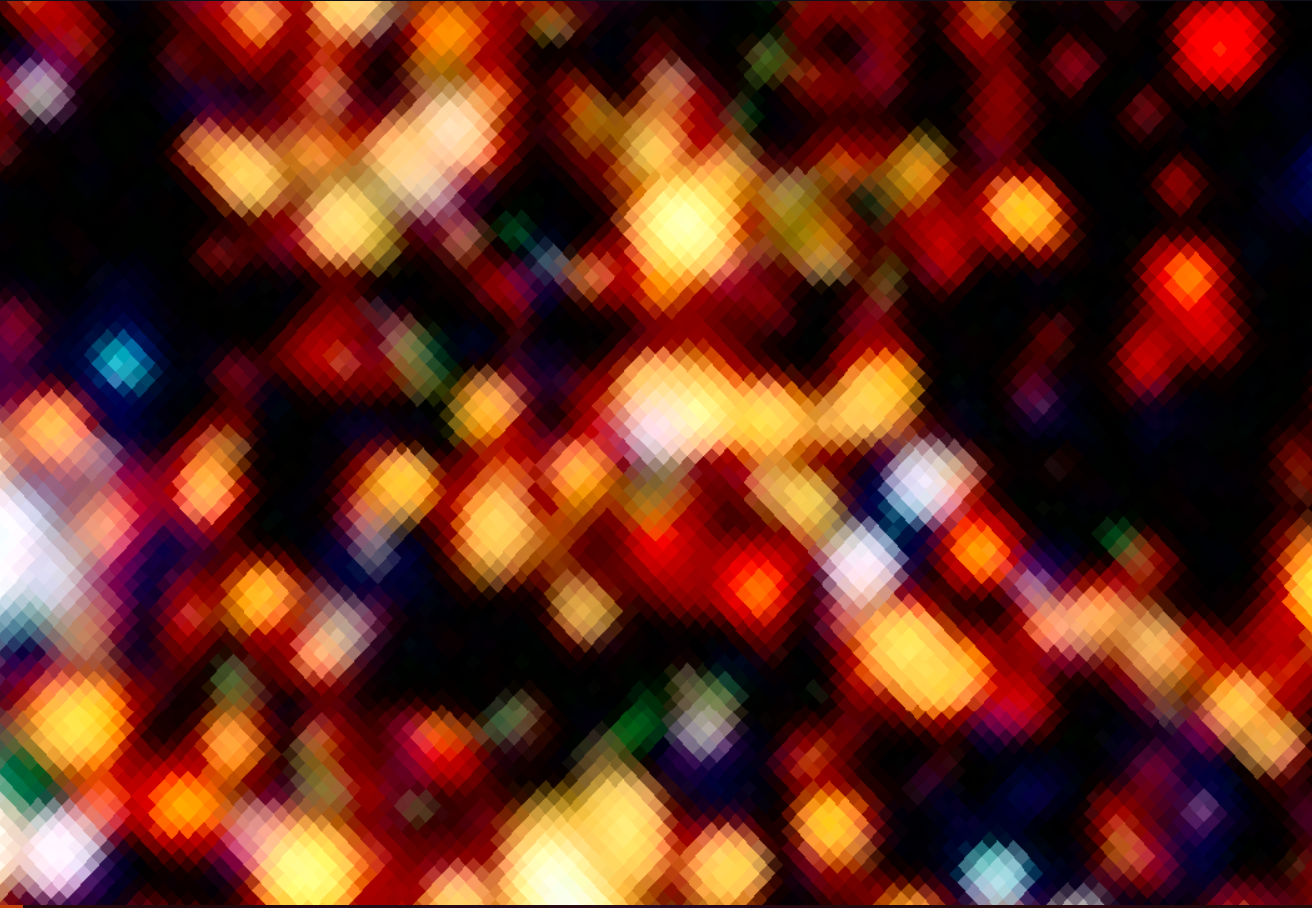
Image infrarouge du 2MASS de EGO G002.14+0.01
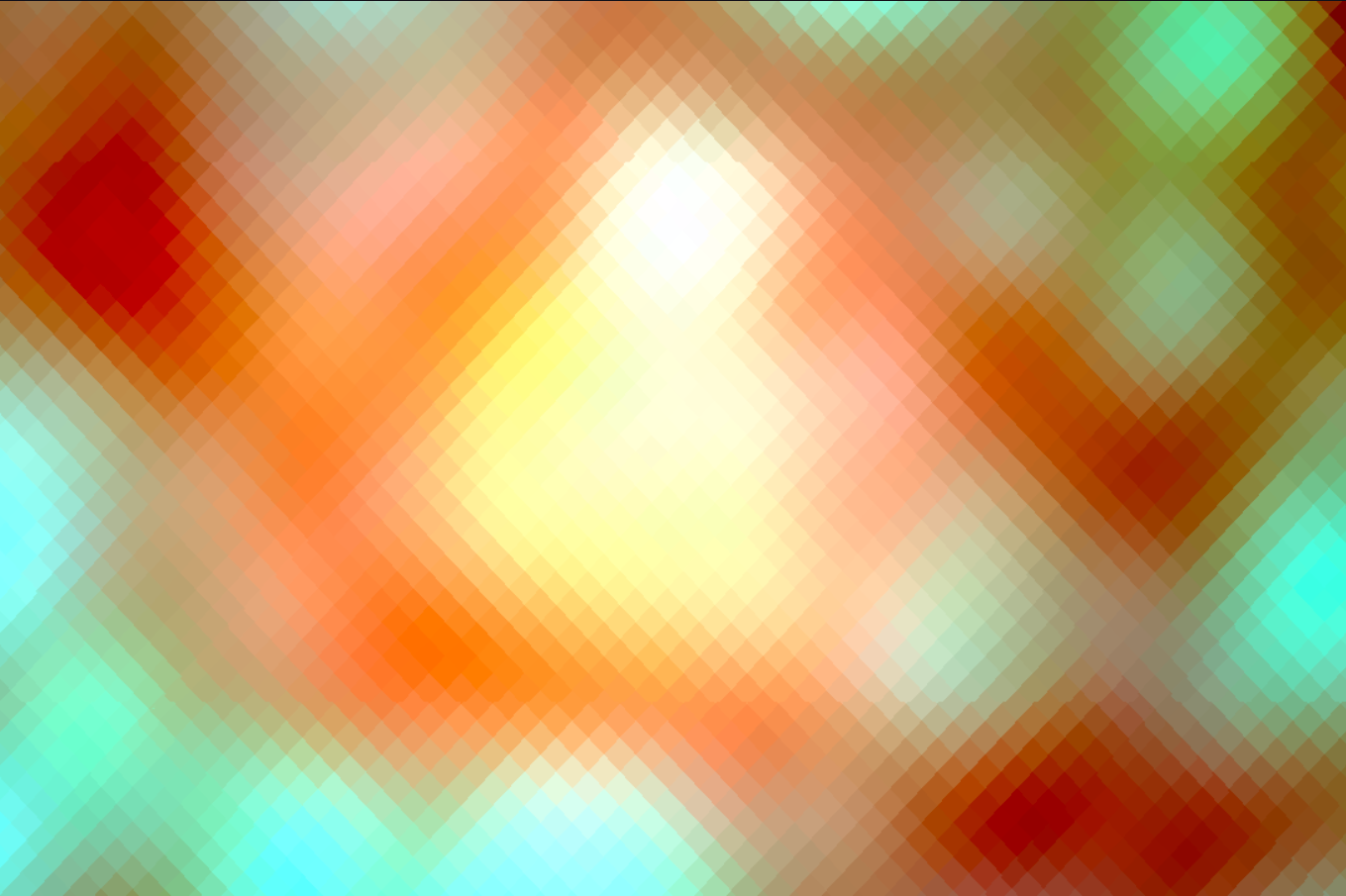
Image infrarouge du WISE de EGO G002.14+0.01
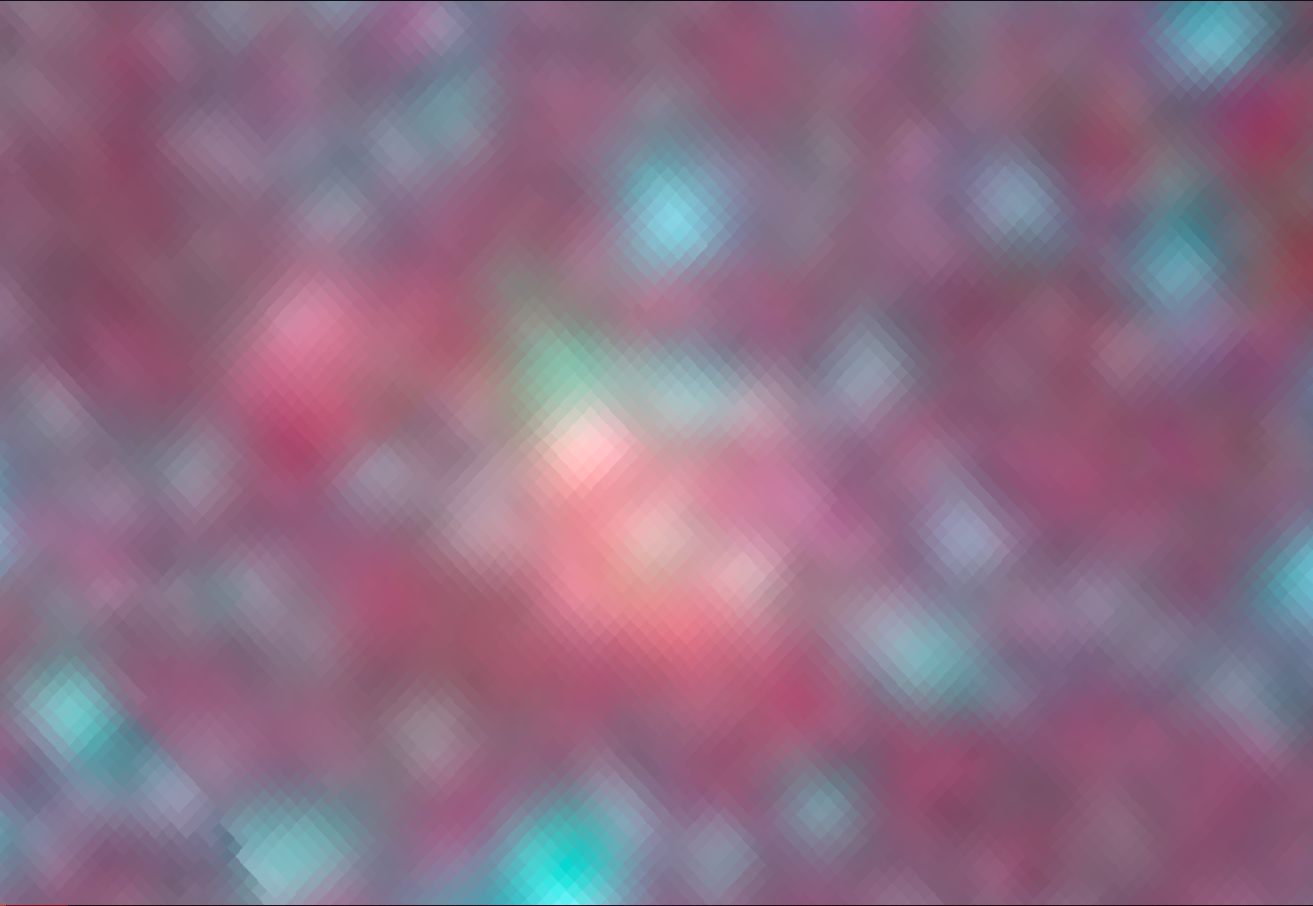
Image infrarouge du GLIMPSE de EGO G002.14+0.01
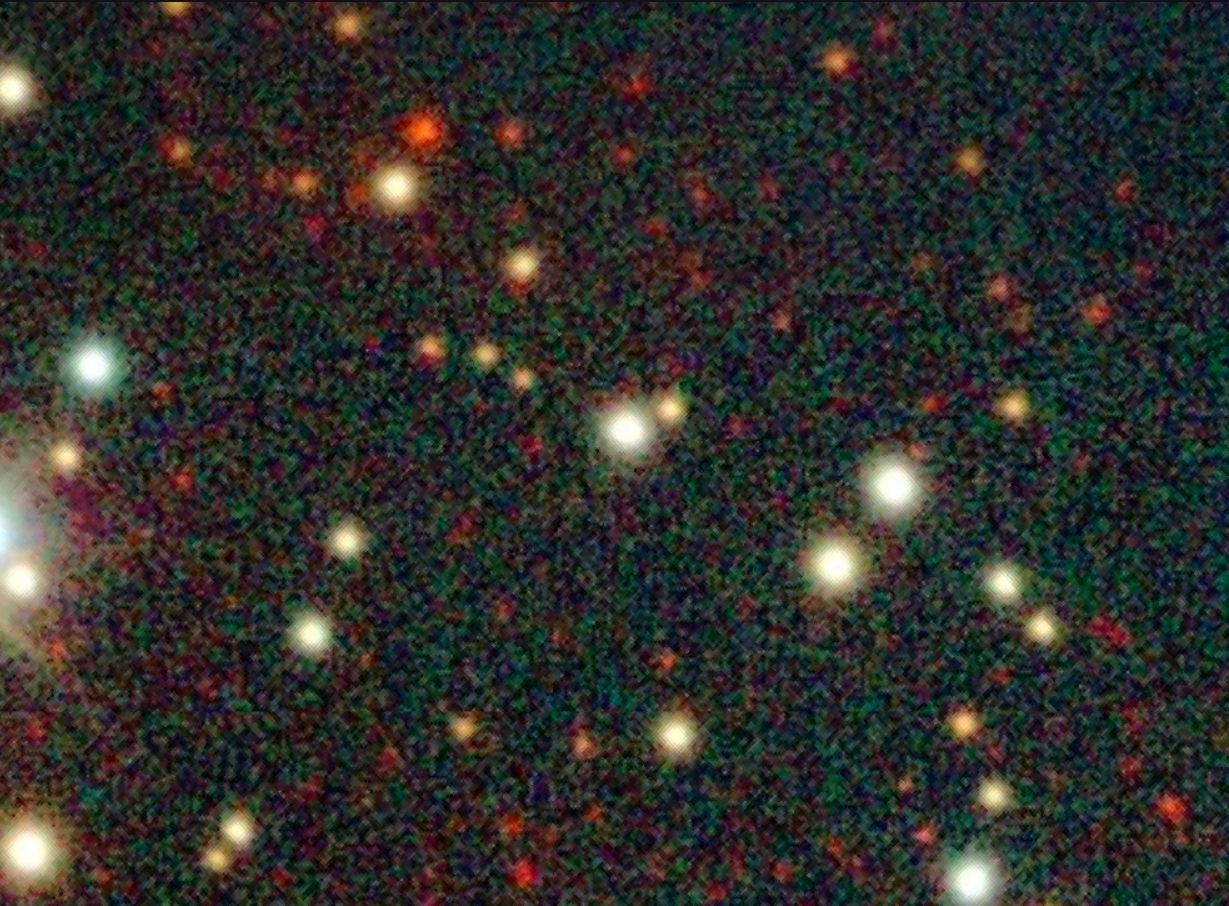
Image optique du Télescope Víctor M. Blanco de la région de EGO G002.14+0.01